# العلاقات التوفالية النيوزيلندية
العلاقات التوفالية النيوزيلندية هي العلاقات الثنائية التي تجمع بين توفالو ونيوزيلندا.

## مقارنة بين البلدين
هذه مقارنة عامة ومرجعية للدولتين:
| وجه المقارنة                                              | توفالو                         | نيوزيلندا                                              |
| --------------------------------------------------------- | ------------------------------ | ------------------------------------------------------ |
| المساحة (كم2)                                             | 26                             | 268.02 ألف                                             |
| عدد السكان (نسمة)                                         | 11.19 ألف                      | 4.24 مليون                                             |
| الكثافة السكانية (ن./كم²)                                 | 43.04 ألف                      | 15.82                                                  |
| العاصمة                                                   | فونافوتي                       | ويلينغتون، أوكلاند                                     |
| اللغة الرسمية                                             | اللغة التوفالوية، لغة إنجليزية | لغة إنجليزية، اللغة الماورية، لغة الإشارة النيوزيلندية |
| العملة                                                    | دولار توفالو                   | دولار نيوزيلندي، الجنيه النيوزيلندي                    |
| الناتج المحلي الإجمالي (بليون دولار)                      | 39.73 مليون                    | 205.85 مليار                                           |
| الناتج المحلي الإجمالي (تعادل القوة الشرائية) بليون دولار | 38.93 مليون                    |                                                        |
| الناتج المحلي الإجمالي الاسمي للفرد دولار أمريكي          | 3.29 ألف                       |                                                        |
| الناتج المحلي الإجمالي للفرد دولار أمريكي                 | 3.77 ألف                       |                                                        |
| مؤشر التنمية البشرية                                      |                                | 0.914                                                  |
| رمز المكالمات الدولي                                      | +688                           | +64                                                    |
| رمز الإنترنت                                              | .tv                            | .nz                                                    |
| المنطقة الزمنية                                           | ت ع م+12:00                    | ت ع م+13:00، ت ع م+12:00                               |

## منظمات دولية مشتركة
يشترك البلدان في عضوية مجموعة من المنظمات الدولية، منها:
| علم المنظمة | اسم المنظمة                   | تاريخ انضمام توفالو | تاريخ انضمام نيوزيلندا |
| ----------- | ----------------------------- | ------------------- | ---------------------- |
|             | بنك التنمية الآسيوي           | 1993                | 1966                   |
|             | مؤسسة التنمية الدولية         | 24 يونيو 2010       | 1 أكتوبر 1974          |
|             | يونسكو                        | 21 أكتوبر 1991      | 4 نوفمبر 1946          |
|             | الأمم المتحدة                 | 5 سبتمبر 2000       | 24 أكتوبر 1945         |
|             | دول الكومنولث                 | ?                   | ?                      |
|             | الاتحاد البريدي العالمي       | ?                   | ?                      |
|             | البنك الدولي للإنشاء والتعمير | 24 يونيو 2010       | 31 أغسطس 1961          |
|             | الاتحاد الدولي للاتصالات      | 15 أغسطس 1996       | 3 يونيو 1878           |
|             | منظمة حظر الأسلحة الكيميائية  | ?                   | ?                      |

## وصلات خارجية
- موقع وزارة الخارجية النيوزيلندية